# Ohre
Ohre je německá řeka ústící zleva do Labe na říčním kilometru 350,3 v nadmořské výšce 35 m. Délka jejího toku je 105,7 km. Plocha povodí měří 1747 km².

## Průběh toku
Pramení u obce Ohrdorf severně od Wolfsburgu v regionu Stará marka ve spolkové zemi Dolní Sasko v nadmořské výšce 75 m. Odtud teče jihovýchodním směrem a tvoří přírodní hranici mezi Dolním Saskem a Saskem-Anhaltskem až do průtoku obcí Brome. V době rozdělení Německa zde tvořila hranici mezi východním Německem a SRN. Za touto obcí se stáčí do Sasko-Anhaltska, kde pokračuje přírodním parkem Drömling, poté protéká celou spolkovou zemí, část svého toku rovnoběžně se Středoněmeckým průplavem spojujícím Porýní s Labem. Na jejím toku leží města Wittingen, Oebisfelde, Haldensleben a Wolmirstedt. U obce Rogätz se vlévá do Labe.

### Přítoky
- levé – Tarnefitzer Elbe
- pravé – Beber, Schrote

## Vodní režim
Průměrný průtok u města Wolmirstedt na říčním kilometru 17,0 je 4,2 m³/s.